# Staatliche Universität Westkasachstan

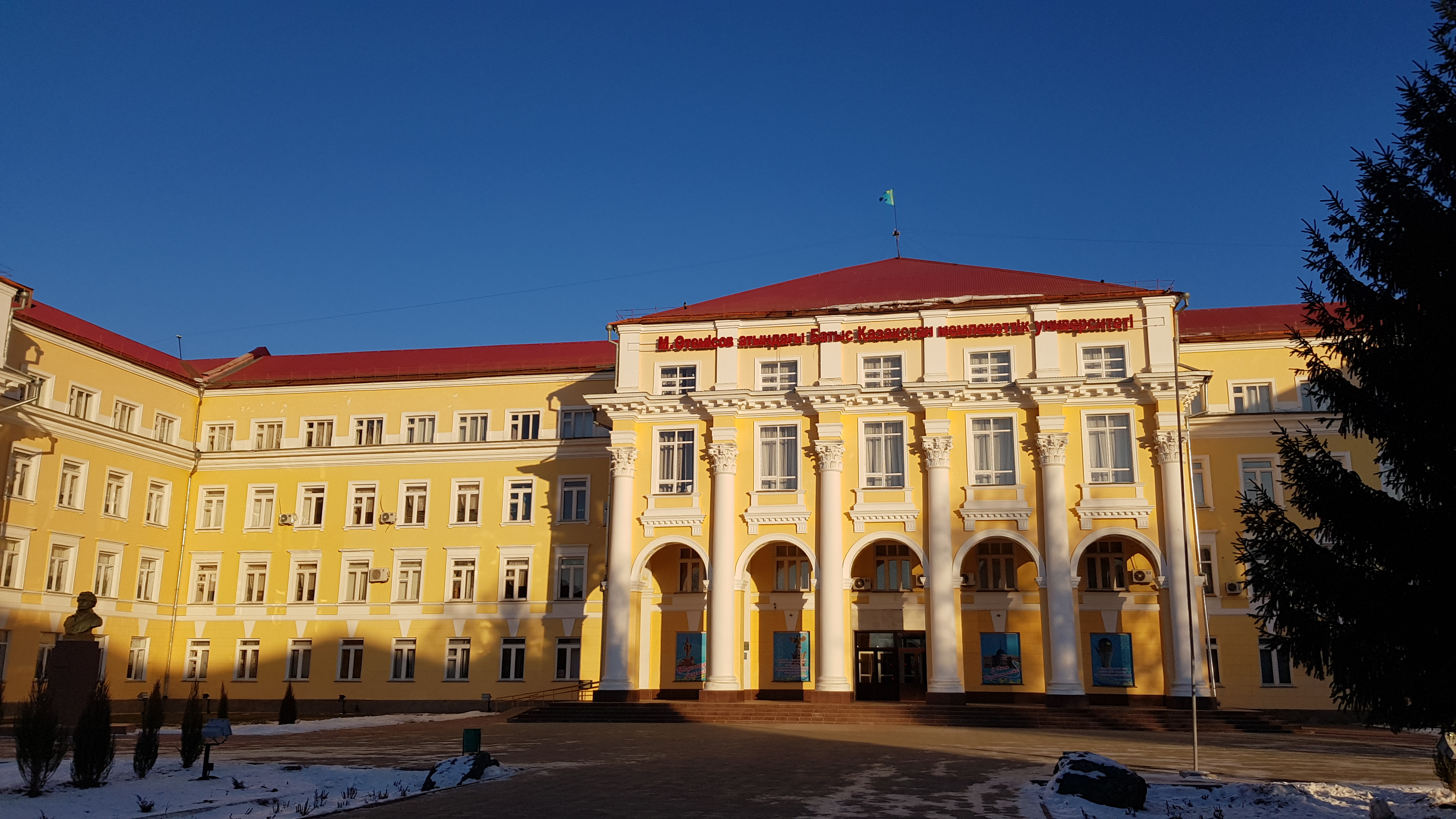
Staatliche Ötemissow-Universität Westkasachstan

Die Staatliche Ötemissow-Universität Westkasachstan (kasachisch Махамбет Өтемісов атындағы Батыс Қазақстан мемлекеттік университеті; russisch Западно-Казахстанский университет имени Махамбета Утемисова) ist eine Universität in der kasachischen Stadt Oral.

## Geschichte
In den 1930er Jahren war Analphabetismus in der ländlichen Bevölkerung weit verbreitet, weswegen viele Schulen neu eröffnet wurden. Für den Betrieb der Schulen wurden ausgebildete Lehrer benötigt, die aber nur begrenzt vorhanden waren. So war es nötig, auch in den ländlichen Gegenden Hochschulen zu deren Ausbildung zu schaffen. Zu diesem Zweck beschloss die kommunistische Führung der Kasachischen ASSR am 9. Juli 1932 die Gründung eines pädagogischen Instituts in Uralsk. Die offizielle Gründung des Pädagogischen Instituts erfolgte am 1. Oktober 1932; benannt wurde es nach Michail Nikolajewitsch Pokrowski, einem russischen Historiker. Ab 1937 trug es den Namen Pädagogisches Puschkin-Institut, benannt nach dem russischen Dichter Alexander Sergejewitsch Puschkin.
Nach der Unabhängigkeit Kasachstans von der Sowjetunion wurde das Institut im Mai 1996 in den Status einer Universität erhoben und trug seitdem die Bezeichnung Humanitäre Puschkin-Universität Westkasachstan. Am 14. Februar 2000 wurde sie in Staatliche Universität Westkasachstan umbenannt. 2003 wurde sie zu Ehren von Machambet Ötemissuly in Staatliche Ötemissow-Universität Westkasachstan umbenannt.

## Fakultäten
Die Universität umfasst folgende Fakultäten:
- Pädagogische Fakultät
- Fakultät für Geografie
- Fakultät für Mathematik und Physik
- Philologische Fakultät
- Fakultät für Kunst und Kultur
- Fakultät für Geschichte, Wirtschaft und Recht